# Ławejkuny
Ławejkuny, Wałejkuny (biał. Валайкуны, Wałajkuny; ros. Валайкуны, Wałajkuny) – wieś na Białorusi, w obwodzie grodzieńskim, w rejonie ostrowieckim, w sielsowiecie Worniany, przy Białoruskiej Elektrowni Jądrowej.

## Historia
Razem z Wielkim Księstwem Litewskim weszły w skład Rzeczypospolitej Obojga Narodów. W jej ramach należały do województwa wileńskiego i powiatu wileńskiego. Była to wówczas dzierżawa królewska. Odpadły od Polski w wyniku III rozbioru.
W XIX i w początkach XX w. położone były w Rosji, w guberni wileńskiej, w powiecie wileńskim. Własność skarbowa. Ludność wyłącznie katolicka.
Po I wojnie światowej pod administracją polską, w Zarządzie Cywilnym Ziem Wschodnich, w okręgu wileńskim, w powiecie wileńskim. W latach 1920–1922 w składzie Litwy Środkowej.
Od 11 kwietnia 1922 leżały w Polsce, w województwie wileńskim, w powiecie wileńsko-trockim, do 1 kwietnia 1927 w gminie Worniany, następnie w gminie Michaliszki/Gierwiaty.
Po II wojnie światowej w granicach Związku Sowieckiego. Od 1991 w niepodległej Białorusi. W latach 10. XXI w. obok wsi zbudowano Białoruską Elektrownię Jądrową.